# Dacus kariba
Dacus kariba är en tvåvingeart som beskrevs av Albany Hancock 1985. Dacus kariba ingår i släktet Dacus och familjen borrflugor.
Artens utbredningsområde är Zimbabwe. Inga underarter finns listade i Catalogue of Life.